# Moyenmoutier
Moyenmoutier è un comune francese di 3 340 abitanti situato nel dipartimento dei Vosgi nella regione del Grand Est.
I suoi abitanti sono chiamati Médianimonastériens.
È sede di un'antica abbazia benedettina, fondata nel 671 da sant'Idulfo e dove fu monaco Umberto di Silva Candida, da cui ebbe origine la riforma monastica di Didier de La Cour che portò alla nascita della congregazione benedettina dei Santi Vitone e Idulfo.

## Società

### Evoluzione demografica
Abitanti censiti